# Arroyo Veco (Ajatama)
El arroyo Veco o río Macusa es un curso natural de agua que nace en la falda oriente del cerro Talapacheta de la Región de Arica y Parinacota y tras corto trayecto con dirección SO desemboca en el  río Ajatama.: 40 
A veces es llamado río Macusa, a veces con "c" otras con "k" o con "z".
No debe ser confundido con el Arroyo Veco (Caritaya), afluente del río Caritaya.
Luis Risopatrón menciona el "arroyo Veco" en su mapa, y Hans Niemeyer advierte que también es llamado "río Macusa": 286 

## Caudal y régimen
Un aforo puntual realizado en la quebrada Macuza por la Universidad de Tarapacá el 3 de febrero de 2009 a las 10:35 horas midió un caudal de 6,5 l/s.: 35 
Otro informe, de la Dirección General de Aguas, indica que:: 267 
En general el caudal del río Macusa va aumentando desde su nacimiento hasta los 200-300 l/s después de la confluencia con el río Blanco. El río Laruma presenta menor caudal, entre 30 y 70 l/s según la campaña de muestreo. Después de la confluencia con el río Laruma, el río Macusa recibe los aportes de la quebrada que nace en la vertiente de Parcohaylla con un caudal de 17 l/s en noviembre pero en el resto de campañas 50 l/s, la quebrada Tarujine de 30 a 44 l/s, la quebrada sin nombre 5 l/s y el río Blanco entre 30 y 80 l/s.
Es de buena agua.: 922 

## Historia
Luis Risopatrón lo describe en su Diccionario jeográfico de Chile (1924):: 922 
Veco (Arroyo). Es de buena agua, corre hacia el S i se vacia en el río Ajatama, del de Camarones.